# Symplocos lutescens
Symplocos lutescens är en tvåhjärtbladig växtart som beskrevs av August Brand. Symplocos lutescens ingår i släktet Symplocos och familjen Symplocaceae. Inga underarter finns listade i Catalogue of Life.